# Bernhard Hoffmann (Politiker, 1919)
Bernhard Hoffmann (* 15. Oktober 1919 in Berlin; † 25. Oktober 2017 in Stralsund) war ein deutscher Politiker (SPD). Er war von 1965 bis 1975 Bezirksbürgermeister des Berliner Bezirks Tempelhof.

## Frühe Jahre
Hoffmann studierte nach dem Kriegsdienst Architektur an der Technischen Universität Berlin und war im Anschluss im Planungsamt Wilmersdorf tätig, ehe er die Stelle des stellvertretenden Leiters des Planungsamts Neukölln übernahm.

## Politik
Im Jahr 1953 trat Hoffmann in die SPD ein. Die Bezirksverordnetenversammlung von Berlin-Tempelhof wählte ihn 1959 zum Bezirksbaustadtrat.
Am 25. Februar 1965 wurde er als Nachfolger von Kurt Mürre zum neuen Bezirksbürgermeister gewählt und, in Folge der Berliner Wahlen von 1971, am 12. Mai 1971 im Amt bestätigt.
Hoffmann schied am 3. Juni 1975 aus dem Amt, nachdem die CDU bei den Wahlen 1975 im Bezirk Tempelhof als Sieger hervorgegangen war. Siegmund Jaroch wurde daraufhin zum neuen Bezirksbürgermeister gewählt.
In Hoffmanns Amtszeit fiel auch die erste offizielle Partnerschaft zwischen einer deutschen und einer israelischen Gemeinde, die 1970 durch Berlin-Tempelhof und Nahariya begründet wurde.

## Privates
In seiner Freizeit betätigte sich Hoffmann künstlerisch als Zeichner von Aquarellen, die aus Anlass seines 50. Geburtstages im Oktober 1969 durch ihn im Rathaus Tempelhof ausgestellt wurden, sowie als Illustrator und Dichter.
Bernhard Hoffmann starb im Oktober 2017 im Hanseklinikum Stralsund im Alter von 98 Jahren in Folge eines schweren Schlaganfalls.

## Auszeichnungen
- Verdienstkreuz am Bande des Verdienstordens der Bundesrepublik Deutschland (1975)[2]